# 1336 Zeelandia

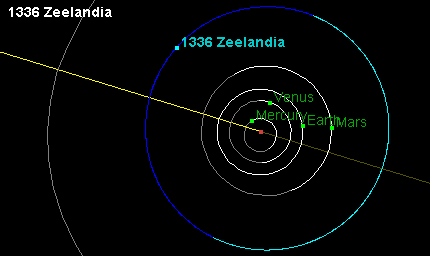
1336 Zeelandia

1336 Zeelandia eller 1934 RW är en asteroid i huvudbältet som upptäcktes den 9 september 1934 av den holländske astronomen Hendrik van Gent i Johannesburg. Den har fått sitt namn efter den nederländska provinsen Zeeland.
Asteroiden har en diameter på ungefär 21 kilometer och den tillhör asteroidgruppen Koronis.